# Luis Alberto Barbat Hudema
Luis Alberto Barbat Hudema (Montevideo, 17 de juny de 1968) és un ex futbolista internacional uruguaià que jugava a la posició de porter.

## Biografia

### Club
Nascut a Montevideo, Barbat va desenvolupar tota la seva trajectòria futbolística professional en nombrosos clubs d'Amèrica del Sud, sobretot a Colòmbia i a l'Uruguai però també a Xile i a l'Argentina. Amb el club colombià América de Cali va guanyar l'11è títol del campionat d'aquell país.

### Internacional
Barbat va jugar amb la selecció de futbol de l'Uruguai a la Copa Amèrica de futbol 2004, com a conseqüència d'una lesió que patia Fabián Carini. La selecció uruguaiana va acabar tercera en derrotar a Colòmbia per 2-1. Després va ser convocat pel llavors entrenador de la Celeste, Juan Ramón Carrasco, per jugar un partit durant les eliminatòries per a la Copa del Món de futbol de 2006.
El primer partit oficial de Barbat va tenir lloc el 30 d'abril de 1992 contra la selecció de futbol del Brasil, un partit que l'Uruguai va guanyar 1-0.